# Melitaea alini
Melitaea alini är en fjärilsart som beskrevs av Belter 1944. Melitaea alini ingår i släktet Melitaea och familjen praktfjärilar. Inga underarter finns listade i Catalogue of Life.